# Храмовая гора

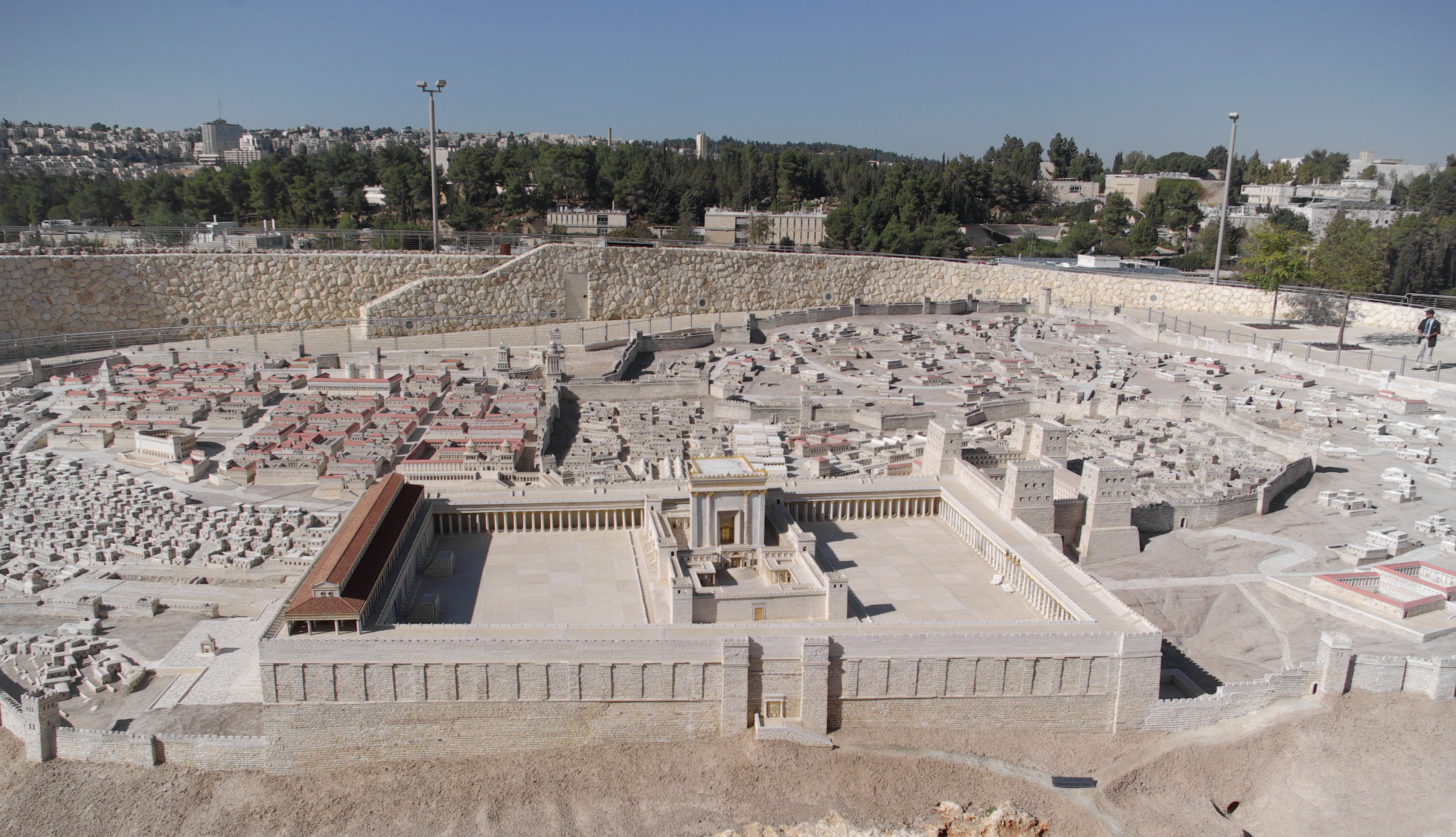
Модель Второго Храма

Хра́мовая гора (ивр. הַר הַבַּיִת‎, Хар а-Баит, она же ивр. הַר הַמוריה‎, Хар а-Мория; араб. الحرم القدسي الشريف‎, аль-Харам аль-Кудс аш-Шариф — «благородное святилище») — обнесённая высокими стенами прямоугольная площадь, находящаяся с восточной стороны Старого города Иерусалима. Длина с севера на юг около 480 метров, с запада на восток около 300 метров. Высота — 740 метров над уровнем моря.
Высота каменной стены в самом высоком месте 45 метров. Общий объём каменной кладки стены порядка двухсот тысяч кубических метров — чуть менее объёма кладки, например, третьей пирамиды (пирамиды Менкаура) на плато Гиза.
Наиболее священное место для иудаизма и третье по святости для ислама. На территории Храмовой горы находился Первый, а затем и Второй Иерусалимский храм. Здесь же, согласно еврейской традиции, в будущем будет стоять Третий храм. В настоящее время на территории Храмовой горы расположены мусульманские культовые сооружения — мечеть Аль-Акса и Купол Скалы.

## История

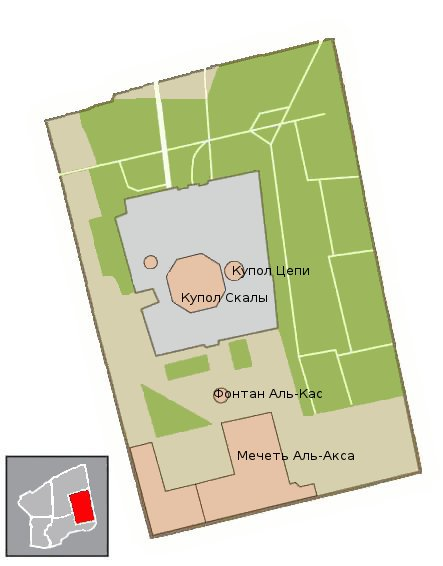
Постройки на Храмовой горе

### Период Первого Храма
Согласно Танаху (2Цар. 24:18-25, 1Пар. 21:22-25, 2Пар. 3:1), участок земли, где был впоследствии построен Иерусалимский Храм, царь Давид купил у иевусея Аравны (Орны). На этом месте Давид воздвиг жертвенник Богу Израиля, а его сын и наследник престола Соломон построил Первый Храм. В течение четырёх веков Храм являлся местом превозношения единого Бога. Здесь же располагался Верховный суд и законодательный центр. В Храме проводилась ежедневная служба с жертвоприношениями, а три раза в год во время праздников все евреи-мужчины были обязаны приходить сюда.
Храм просуществовал с начала X века до н. э. до 586 года до н. э (согласно еврейской традиции — между 832 годом до н.э. и 422 годом до н. э.). Первый Храм был разрушен Навуходоносором при подавлении восстания последнего царя Иудеи Седекии против Вавилона.

### Период Второго Храма

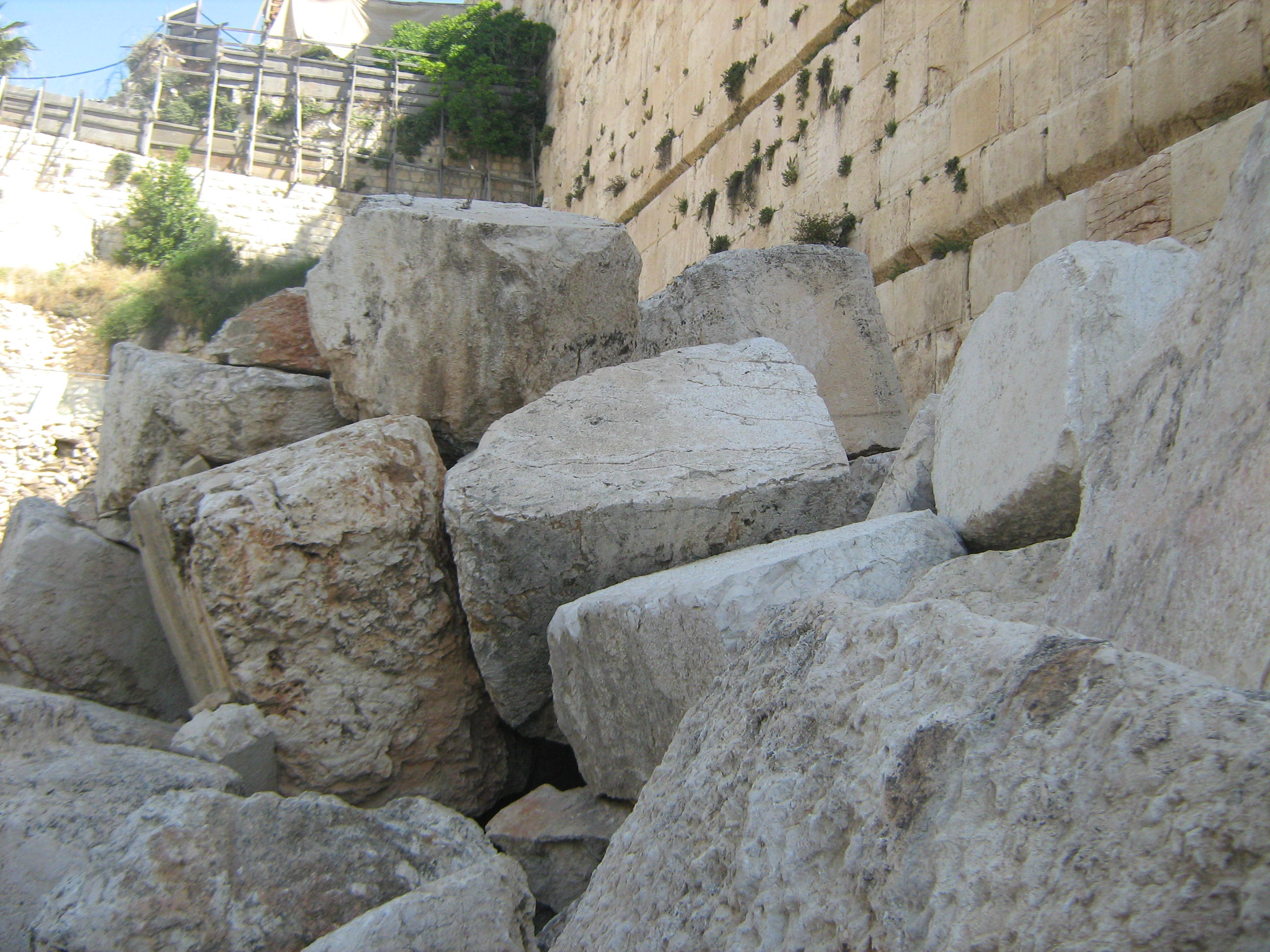
Камни, оставшиеся после разрушения Второго Храма в 70 году

После возвращения евреев в Иерусалим из вавилонского пленения в 538 году до н. э. (согласно еврейской традиции — в 368 году до н. э.) на этом месте под руководством Зирубавеля бен-Шеалтиэля и первосвященника Йеошуа бен-Яхоцодака началось возведение Второго Храма.
По библейскому рассказу, из-за помех, создаваемых другими народами, работы были прерваны и возобновились только 16 лет спустя. Строительство продолжалось на протяжении четырёх лет. Затем Храм был освящен и на несколько веков, до разрушения во время Иудейской войны стал духовным, общественным, законодательным и судебным центром для еврейского народа.
Площадь храмовой горы была приблизительно 250 метров на 250 метров.
Царь Ирод во время предпринятой им реконструкции Храма (22 год до н. э.) расширил площадь Храмовой горы и изменил топографию, выровняв поверхность. Высокие участки скалы были снесены, а на низких участках были возведены подпорные арки и стены, промежутки между которыми были заполнены землёй. Ирод отстроил Храм и превратил его в красивейшее архитектурное сооружение, поражавшее современников своим великолепием.
До настоящего времени сохранились участки стен, построенных Иродом вокруг Храмовой горы. Сохранились со времен Второго Храма и восточные ворота, расположенные ниже Золотых Ворот.
Реконструкция Храма была продолжена наследниками Ирода — Агриппой I и Агриппой II вплоть до Иудейской войны (67 год н. э.). Храм Ирода просуществовал до 70 года н. э., когда был разрушен и сожжен римлянами под предводительством Тита.

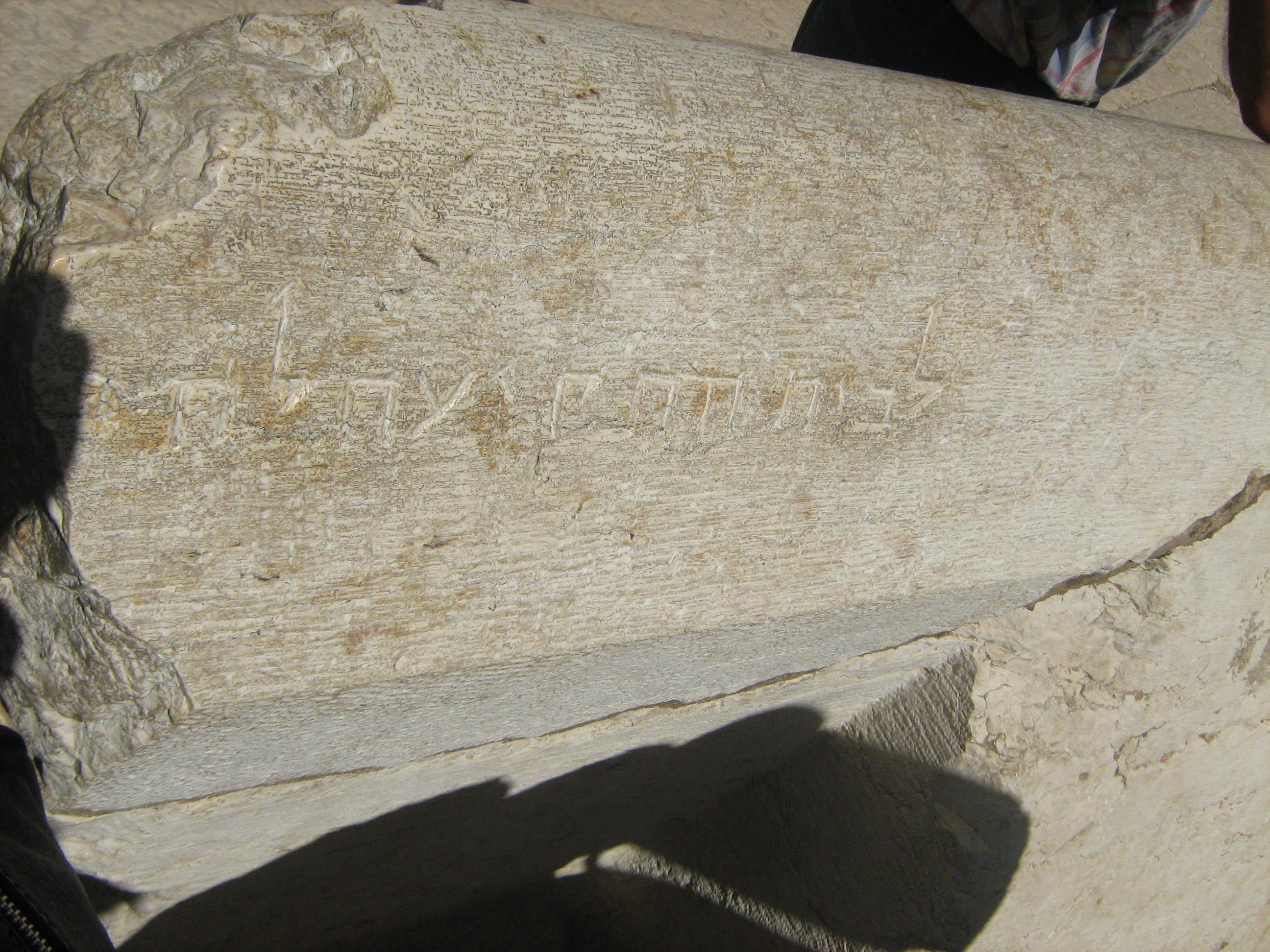
Камень от балкона, с которого во Втором Храме трубили в трубы.

После этого город длительное время находился в руинах.
По сей день вдоль западной и южной стен можно увидеть огромные камни, оставшиеся там после разрушения Храма римлянами.
Археологами обнаружены также вытесаные из камня перила от балкона с которого трубили в трубы провозглашая наступление Суббот и праздников. На перилах сохранилась часть надписи «месту трубления…»

### Римское владычество
В 130 году император Адриан повелел построить на развалинах Иерусалима римскую колонию Элиа Капитолина. В новом городе на месте Храма было воздвигнуто святилище, посвящённое Юпитеру, а на том самом месте, где некогда находилась Святая Святых, была воздвигнута конная статуя Адриана. По свидетельству греческого историка Диона Кассия (155—235) это вызвало «свирепую и затяжную войну». Вспыхнуло новое еврейское восстание под предводительством Бар-Кохбы, продолжавшееся с 132 по 136 год (не путать с 2-й Иудейской войной 115—117 гг.; восстание, по сути, было возобновлением этой войны). Восставшим евреям удалось отвоевать Элию Капитолину (то есть Иерусалим), где они даже соорудили «временный Храм» и, возможно, на короткое время возобновили жертвоприношения. Так продолжалось три года, пока летом 135 года восстание не было подавлено и римляне вновь захватили город. Адриан издал декрет, по которому всем, кто подвергся обрезанию, доступ в город был запрещён.
В 361 году, на престол римской империи взошёл Юлиан (361—363 гг.), которого христиане называют «отступником» (Apostata), за его стремление вернуться к старой языческой «религии отцов». В декабре 361 года, воцарившись на троне в Константинополе, Юлиан начал проведение в жизнь новой имперской религиозной политики. Он объявил о свободе отправления культа на подвластной ему территории, в том числе, и для различных христианских сект, и о возврате конфискованного имущества языческих храмов. Среди прочего, Юлиан обнародовал также и свой план о восстановлении еврейского Храма в Иерусалиме.
Его отношение к иудаизму и намерение заново построить Иерусалимский храм объясняется тем, что он старался лишить церковь её еврейского основания. Возобновление жертвоприношений в Храме могло публично продемонстрировать ложность пророчества Иисуса о том, что от Храма «не останется камня на камне» и неверность утверждения о том, что иудаизм потерял статус богоизбранности, которая теперь перешла к христианству.
Император без промедления приступил к осуществлению своего плана. Требуемые средства были ассигнованы из государственной казны, а главой проекта был назначен Алипий Антиохийский, один из преданнейших помощников Юлиана и бывший наместник Британии. Подготовка материалов и инструментов, их доставка в Иерусалим и установка на месте, а также набор мастеров и рабочих продолжались в течение длительного времени. Планирование работы потребовало немалых усилий со стороны архитекторов. Первым этапом работ было удаление развалин, находившихся на месте строительства. Лишь после этого, по-видимому, 19 мая, строители непосредственно приступили к возведению Храма.
Однако 26 мая 363 года работы по восстановлению Храма были прекращены из-за пожара, который возник в результате стихийного бедствия или аварии на Храмовой горе. А спустя месяц Юлиан пал в бою, и его место занял христианский полководец Иовиан, который положил конец всем его планам.

### Византийский период
Во время византийского периода Храмовая гора пребывала в запустении. Под её стенами была устроена городская свалка. Храмовая гора не играла значимой роли в христианской традиции и не осталось никаких заметок современников о сооружениях, находившихся на месте разрушенного храма. Однако археологи обнаружили множественные обломки керамики, мозаику, монеты и даже остатки строения, по видимому церкви, датируемых византийским периодом.

### Ранний Мусульманский период
В 638 году Палестину захватили арабы. Их предводитель Халиф Омар лично посетил Иерусалим и молился на Храмовой горе. В 687—691 годах, по повелению Абдул аль-Малика, над камнем Основания, где до разрушения Храма находилась Святая Святых, был воздвигнут Купол Скалы, знаменитый своей позолоченной крышей. В южной части Храмовой горы мусульманами была построена мечеть Аль-Акса. Первоначально это было деревянное здание, сооружение которого датируется не позже 679 года. Мечеть отстраивалась заново не менее 5 раз. Каменное здание, сохранившееся до нашего времени было построено в 1035 году.

### Период крестоносцев
В 1099 году Первый крестовый поход достиг своей цели — Иерусалима. В результате кровопролитного сражения с мусульманами город оказался под властью крестоносцев. Крестоносцы превратили мечеть Купол Скалы в Храм Господа, а мечеть Аль-Акса в Храм Соломона. Здесь был основан орден Тамплиеров, называемый также, в честь этой церкви, орденом «Бедных Рыцарей Храма Соломона». Купол Скалы с крестом, установленным на его золотой крыше, стал символом Иерусалимского королевства, основанного крестоносцами. Здания, расположенные в южной части Храмовой горы, превратились в центр управления Иерусалимским королевством, а помещения, находящиеся в юго-восточном углу Храмовой горы, получили названия Соломоновы Конюшни. Также крестоносцами были построены на Храмовой горе и другие здания, не сохранившиеся до нашего времени.

### Мусульманский период
Власть Крестоносцев над Иерусалимом продолжалась недолго. 4 июля 1187 года Айюбиды, под предводительством Салах ад-Дина (более известного как Саладин) разбили крестоносцев в битве при Хаттине, король Иерусалимского королевства, великий магистр ордена тамплиеров и многие другие руководители крестоносцев попали в плен. За год Салах ад-Дину удалось овладеть большей частью Палестины, Акрой и, после недолгой осады, Иерусалимом. Все церкви города, кроме храма Воскресения, были обращены в мечети.
В XIII веке власть перешла в руки мамлюков. Они соорудили на Храмовой горе арочные конструкции, окружающие возвышенность, на которой расположен Купол Скалы. Мамлюки проделали в стенах ворота, через которые верующие смогли подниматься на Храмовую гору. Эти ворота существуют и в наши дни.

### Османский период
В XVI—XX веках Палестина находилась под властью Османской империи. Под руководством Сулеймана I Великолепного в Иерусалиме развернулось грандиозное строительство. Были отстроены заново стены города и, в том числе, стены Храмовой горы. В 1552 году стены Купола Скалы были украшены керамикой.

### Храмовая гора в XX веке
В ходе Первой мировой войны Иерусалим оказался под властью Британского мандата. В это время впервые появились националистические тенденции среди арабов, проживающих на территории подмандатной Палестины. После того как муфтием Иерусалима в 1921 году и председателем Верховного мусульманского совета в 1922 году стал Амин аль-Хусейни, несмотря на надежды представителей британской администрации, поддержавших Амина аль-Хусейни в борьбе за эти посты, его дальнейшая деятельность способствовала не смягчению, а эскалации арабо-еврейского конфликта за счет попыток повышения статуса иерусалимских святынь для мусульманского мира с параллельным распространением им слухов о намерении евреев завладеть этими святынями, прежде всего Храмовой горой.
Начиная с октября 1928 года, Аль-Хусейни приказал начать новое строительство рядом с Западной Стеной и над ней чтобы помешать евреям молиться у стены. Британцы дали арабам разрешение переделать прилежащую к Стене постройку в мечеть и добавить минарет. Был назначен муэдзин для исполнения исламского призыва к молитве и суфийских ритуалов в непосредственной близости от Стены. Евреями, молившимися возле Стены, это было воспринято как провокация.
Согласно ряду источников, беспорядки 1929 года в Иерусалиме руководились муфтием аль-Хусейни, в частности: распространением сообщений о том, что евреи планировали снести мечеть на Храмовой горе в рамках подготовки к восстановлению еврейского храма. Проповеди, произносимые по пятницам на Храмовой горе и в местных мечетях, и арабские газеты активно подстрекали против евреев, а с начала 1930 гг. — и против Британского мандата.
В 1948 году Храмовая гора оказалась под властью Иордании. В 1951 году на пороге мечети Аль-Акса арабскими экстремистами был убит первый король Иордании Абдаллах ибн Хусейн. В 1958—1964 годах в ходе ремонтных работ, проводимых на Храмовой горе, серый свинцовый купол Купола скалы был заменен на позолоченный алюминиевый купол и Храмовая гора приобрела вид, сохранившийся по сей день.
В результате Шестидневной войны Храмовая гора была занята израильской десантной бригадой под командованием Мордехая Гура, передавшего по рации слова, вошедшие в историю: «Храмовая гора в наших руках! Повторяю — Храмовая гора в наших руках!» Однако вскоре по инициативе Моше Даяна управление Храмовой горой было передано Исламскому Совету ― ВАКФу.

## Значение Храмовой горы в иудаизме
Храмовая гора является местом, избранным Богом, где проявляется Его присутствие.
В Танахе приводятся следующие слова, сказанные Богом: «И избрал Я себе место это домом жертвоприношения… Ныне очи Мои будут открыты и уши Мои внимательны к молитве на месте этом. И ныне избрал Я и посвятил Я этот дом, дабы имя Мое было там навеки; и будут очи Мои и сердце Мое там все дни».
Значительная доля заповедей, предписанных евреям Торой, может быть выполнена только в Храме, расположенном на этом месте.
Названия Храмовой горы:
- Гора Храма (הר הבית, хар ха-Байт, дословно «гора дома») — это название упоминается в книге пророка Исайи 2,2: «В конце дней утвердится гора дома Бога над горами, и возвысится над холмами, и устремятся к ней все народы».
- Гора Мория (הר המוריה, хар ха-Мория) — упоминается, в частности, в книге Паралипоменон II 3,1: «И начал Соломон строить дом Господа в Иерусалиме, на горе Мория».

Есть несколько толкований значения слова Мория:
-   - Указание, учение (הוראה) — так как отсюда исходит учение для всего мира.
  - Благовоние «Мор» (מור) — так как в Храме воскуряли благовония.
  - Страх (מורא) — так как здесь страшились Бога.

- Гора Сион (הר ציון, хар Цийон). В настоящее время Сионом называют другую возвышенность, также расположенную в Иерусалиме.

События, которые согласно еврейской традиции произошли на Храмовой горе:
- Сотворение первого человека Адама.
- Адам совершил жертвоприношение Богу.
- Каин и Авель соорудили жертвенник и принесли здесь жертвы.
- Ной принес жертвоприношение после выхода из ковчега.
- Авраам приготовляет своего сына Исаака для жертвоприношения Богу.
- Праотец Иаков видит здесь сон.
- Царь Соломон построил Первый Храм, простоявший 410 лет.
- Через 70 лет после разрушения Первого Храма здесь же был воздвигнут Второй Храм, простоявший 420 лет.

Иерусалимский Храм служил единственным разрешённым местом жертвоприношений Единому Богу, а также являлся центром религиозной жизни еврейского народа и объектом паломничества всех евреев три раза в год (на Песах, Шавуот и Суккот).
Храмовая гора является самым святым для евреев местом: религиозные евреи всего мира во время молитв обращаются лицом к Израилю, евреи в Израиле — к Иерусалиму, а евреи в Иерусалиме — к Храмовой горе.
Согласно обещаниям еврейских пророков, после прихода Мессии на Храмовой горе будет отстроен последний, Третий Храм, который станет духовным центром для еврейского народа и всего человечества.
Многочисленные мидраши говорят о святости Храмовой горы даже в отсутствие Храма: «И когда Храм разрушен, и когда он не разрушен Божественное присутствие не покидает это место», «Хоть он и разрушен, Всевышний не уходит оттуда», «Ты отвечал на наши молитвы, когда был отстроенный Храм. И сейчас, когда там гора, Ты тоже отвечаешь, как сказано (в Псалмах 3:5): И ответил Он мне с горы святой Своей. Сэла!»
Согласно еврейскому закону святость различных участков Храмовой горы не одинакова. Самое сердце Храмовой горы предназначается для здания Храма. Туда имеют право заходить только священники-коэны, исполняющие службу. А в самое внутреннее помещение, называемое Святая Святых, которое должно располагаться возле Камня Основания, вход разрешён только первосвященнику, и только в Йом-Киппур. Евреям, очистившимся от всех видов ритуальной нечистоты, дозволено заходить на территорию, предназначенную для Храмового двора. Наименее свята наружная часть Храмовой горы. Только туда могут заходить неевреи, а также евреи, очистившиеся от ритуальной нечистоты, связанной с истечениями из половых органов.
На Храмовую гору разрешено подниматься только ради выполнения заповеди или для молитвы. Еврейский закон запрещает посещение Храмовой горы в непристойном виде и в кожаной обуви.
Согласно мнению большинства галахических авторитетов, в частности, Маймонида, святость Иерусалима и Храмовой горы остается в силе и после разрушения Храма. Поскольку считается, что все евреи ритуально нечисты из-за нечистоты, связанной с мертвым телом, и, в настоящее время невозможно произвести соответствующую процедуру очищения, поэтому никто не может заходить на территорию здания Храма и примыкающих к нему дворов. Вход на остальную часть Храмовой горы может быть разрешён только евреям, прошедшим необходимую процедуру очищения, а также неевреям.
Проблема заключается в том, что библейские и талмудические источники не позволяют с точностью идентифицировать границы зон. Однако, известно, что на территории, идущей по периметру Храмовой горы, не располагались храмовые дворы. Обход Храмовой горы по периметру, в соответствии с галахой организуется рядом общественных организаций, в частности, Институтом Храма и организацией Место встречи.

### Местоположение Храма
Традиционно Храм (Святая Святых) располагают на том месте, где сегодня находится Купол Скалы (Kubbet es-Sachra). Сторонники этой точки зрения опираются на сведения исторических источников, согласно которым Куббат-ас-Сахра перекрыла остатки стоявшего здесь Второго Храма. Наиболее аргументировано и последовательно эта концепция была изложена профессором Лином Ритмейером.

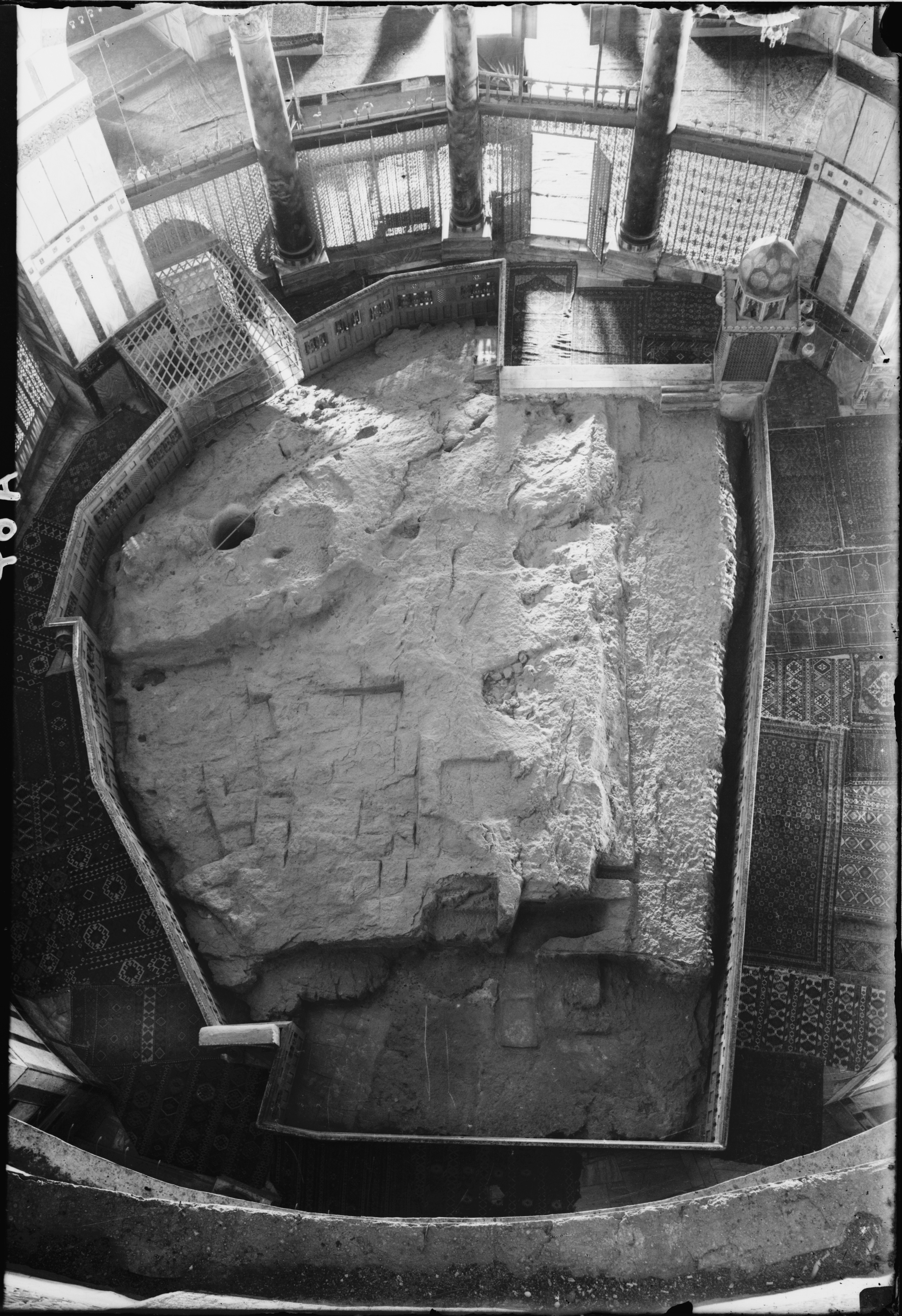
Краеугольный камень (Камень Основания)

В середине Купола Скалы возвышается на 1,25-2 метра большая скала длиной 17,7 метров и шириной 13,5 метров. Этот камень считается священным и окружён позолоченной решёткой, чтобы никто к нему не прикасался. Считается, что это и есть тот Эвен а-Штия (ивр. אבן השתייה — «Камень Основания» или «Краеугольный камень»), о котором в Талмуде говорится, что с него Господь начал Сотворение мира и который помещался в Святая Святых Иерусалимского Храма. Однако это противоречит тому, что известно о «Краеугольном камне» из еврейских источников. Так, согласно Мишне, он поднимался над почвой всего на три пальца, а видимая теперь скала доходит до двух метров; кроме того, она крайне неровна и заострена вверх и первосвященник не мог бы ставить на неё кадильницу в Йом Киппур.
Другие полагают, что на этом камне во дворе Храма находился Жертвенник всесожжения. В таком случае, Храм располагался к западу от этого камня. Это мнение более вероятно, поскольку это соответствует пространственным отношениям на Храмовой площади и позволяет разместить ровную площадь достаточно больших размеров.
Существуют и другие варианты локализации Храма. Почти два десятилетия назад израильский физик Ашер Кауфман предположил, что как Первый, так и Второй храмы были расположены в 110 метрах к северу от мечети Купол Скалы. По его расчётам, Святая святых и Камень Основания находятся под нынешним «Куполом Духов» — небольшой мусульманской средневековой постройкой.
Противоположную, «южную» (по отношению к Куполу Скалы) локализацию Храма на протяжении последних пяти лет разрабатывает известный израильский архитектор Тувия Сагив. Он помещает его на месте современного фонтана Аль-Кас.

## Значение Храмовой горы в христианстве
Храмовая гора многократно упоминается в Пятикнижии, которое является основой Ветхого Завета, поэтому это место священно как для иудеев, так и для христиан.
Кроме того, по христианскому преданию, Богородица была введена в Святая Святых по ступеням с южной части Храма (которые сохранились по сей день). Событие Введения во Храм не упоминается в канонических Евангелиях и известно из более поздних текстов (Протоевангелия Иакова (гл.
7.2-3), вторая половина II в.), которые отражают устное предание, но дополнены подробностями из библейских книг, имеющих прообразовательное значение (1 Пар. 15 и Пс. 44), а также из евангельской истории Сретения (Лк 2. 22-38).
Родители Девы Марии праведные Иоаким и Анна, когда их Дочь достигла 3-летнего возраста, решили исполнить данный ими ранее обет, посвятить Её Богу. Около входа в Иерусалимский храм стояли призванные Иоакимом юные девы с зажженными светильниками. Пресвятая Дева поднялась по ступеням Храма, где её встретил первосвященник Захария. Получив откровение, Захария ввел Богородицу во Святая Святых, куда сам первосвященник мог входить только раз в год (см.: Исх. 30. 10; Евр. 9. 7). При Храме Мария жила и воспитывалась до 12 лет.

## Значение Храмовой горы в исламе

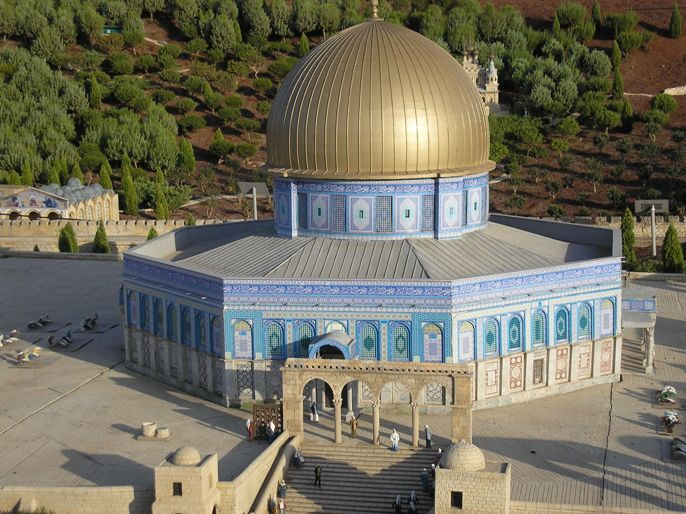
Купол Скалы

Иерусалим и святыни, расположенные на Храмовой горе, признаются мусульманами третьими по значению после Мекки и Медины.
Мусульмане рассматривают Храмовую гору как одно из самых ранних и примечательных мест поклонения Богу. На ранних стадиях ислама Мухаммад учил своих последователей стоять лицом к горе во время молитвы.
В XIII веке Ибн Таймийи утверждал: «Аль-Масджид аль-Акса — это имя для всего места отправления культа, построенного Соломоном …», который, согласно западной традиции, представляет «… место поклонения» и известен как Храм Соломона (по мусульманской традиции названный Храмом Сулеймана, считающегося пророком в исламе). Ибн Таймийа выступал против предоставления каких-либо неоправданных религиозных почестей любым мечетям (даже той, что находится в Иерусалиме), считая что они не имеют возможности приблизиться или соперничать каким-либо образом с двумя самыми святыми мечетями — Масджид аль-Харам (в Мекке) и Aль-Масджид аль-Набави (в Медине).
Мусульманские интерпретаторы Корана соглашаются, что гора является местом для Храма, разрушенного впоследствии.
Куббат ас-Сахра построена в самом центре Храмовой горы, и внутри неё находится выступающий из земли камень — это вершина горы, единственная её часть, которая возвышается над плоским плато. Согласно Корану, этот камень и есть та скала, с которой пророк Мухаммед вознёсся в небо на крылатом коне.

## Политическое значение Храмовой горы
В периоды мамлюкского, османского и британского правления Палестиной, евреи на Храмовую гору не допускались. Британская мандатная администрация ввела специальный орган по попечительству над святыми местами ислама на Храмовой горе — ВАКФ, так называемый Исламский Совет (Muslim Council), который получил фактическую власть над всей территорией Храмовой горы.
По окончании Войны за независимость Израиля в 1948 году, Храмовая гора вместе со всем Восточным Иерусалимом перешла под контроль Трансиордании. До 1967 года евреи не допускались не только на Храмовую гору, но и к Стене Плача, что являлось грубым нарушением соглашения о прекращении огня.
Во время Шестидневной войны, в ходе боёв за Иерусалим, израильские десантники установили контроль и над Храмовой горой, установив над ней израильский флаг, и командующий операцией, Мота Гур, объявил по армейской радиосвязи: «Храмовая гора в наших руках!». Однако вскоре, по приказу министра обороны Моше Даяна, флаг был спущен, и полномочия ВАКФа вновь были официально подтверждены.
С 1967 года на Храмовую гору был открыт доступ всем желающим в отведённые дни и часы.

## Конфликты вокруг Храмовой горы
В 1993 году, после подписания соглашений в Осло, управление мусульманскими святыми местами Храмовой горы, как вакуфом, перешло от Иордании к Палестинской автономии. Работников этой организации обвиняют в том, что под видом ремонтно-строительных работ они систематически уничтожают археологические ценности — следы еврейского присутствия на Храмовой горе. В то же время мусульманские проповедники беспрепятственно занимаются антиизраильской пропагандой, подстрекательствами к насилию, а также отказываются признавать сам факт существования Иерусалимского Храма на Храмовой горе.
Полиция Израиля запрещает евреям вносить на Храмовую гору предметы религиозного культа, в частности, молитвенники, тфиллин, талит и религиозную литературу. Кроме того, на Храмовой горе евреям запрещено молиться и кланяться в сторону Святая Святых. Полиция мотивирует этот запрет опасением нарушения порядка со стороны мусульман.
Неурегулированность ситуации вокруг Храмовой горы между евреями и палестинцами приводит к постоянным конфликтам.
В сентябре 1996 года, после многолетних раскопок и реконструкции, был открыт для посещения так называемый «туннель Хасмонеев» — участок древнего водовода и улицы хасмонейско-иродианского периода, проходящий от площади у Стены Плача до Виа Долороза, в 300 м к западу от Храмовой горы и параллельно её западной подпорной стене. Глава ООП и Палестинской автономии (ПА) Ясир Арафат тогда заявил, что израильтяне якобы планируют подрыть фундамент мечети Аль-Акса и таким образом разрушить её, освободив место для своего Храма. В Иерусалиме и в некоторых районах на территориях, находящихся под контролем Палестинской автономии, произошли серьёзные беспорядки и вооружённые столкновения, в ходе которых полиция ПА впервые применила оружие против израильских сил безопасности. Арабы неоднократно забрасывали камнями евреев, молящихся у Стены Плача. В ходе беспорядков погибло 15 израильтян и 52 араба.
В 1998 году ВАКФ открыл новую, третью по счёту, мечеть на Храмовой горе, в так называемых Соломоновых конюшнях. Масштабные строительные работы в подземельях Храмовой горы привели к нарушению древней системы дренажа и другим деформациям, вследствие чего южная стена Храмовой горы оказалась под угрозой обрушения. В 1999—2002 годов здесь вели восстановительные работы инженерные службы Иордании, поскольку ВАКФ не желает сотрудничать с соответствующими израильскими службами и запрещает любой надзор за своими работами с их стороны.
С начала так называемой «Второй интифады» («Интифада аль-Аксы») в сентябре 2000 года, по указанию израильского правительства, вход на Храмовую гору для немусульман был прекращён вплоть до середины 2003 года, когда положение несколько нормализовалось. В эти годы израильская полиция периодически ограничивала доступ мусульман на Храмовую гору, как для жителей автономии, так и для других граждан по возрастному цензу.
Зимой 2004 года сильные снегопады и небольшое землетрясение вызвали разрушение части старого моста Муграби, который одновременно выполнял роль стенки-ограждения южной части женской половины у Стены Плача. Представитель ХАМАС сделал заявление, что мост обрушился из-за желания израильской стороны разрушить мечеть Аль-Акса и пообещал отомстить. В свою очередь израильская сторона выдвинула предположение, что причиной аварии стали проводимые ВАКФом подземные работы на Храмовой горе. Обрушение 2004 года вызвало опасение, что это только начало обвалов на Храмовой горе. Один из последних конфликтов был вызван решением израильских властей построить новый пешеходный мост в районе Магрибских ворот, ведущий к комплексу Храмовой горы. Строительство моста, начатое в феврале 2007 года, было приостановлено из-за массовых протестов мусульман, опасавшихся, что при возведении моста могут быть нанесены повреждения мечети Аль-Акса.
Таким образом, в настоящее время на Храмовой горе расположены лишь религиозные святыни ислама, что является постоянным предметом раздора между мусульманами и иудеями, и одной из причин арабо-израильского конфликта вообще. Существует несколько проектов совмещения на Храмовой горе святынь нескольких религий, однако ни один из них не имеет пока реальной перспективы осуществления.

### Комментарии
1. ↑  Территория восточной части Иерусалима контролируется Израилем в результате аннексии, которая не признана большинством стран международного сообщества. Статус восточной части Иерусалима является одной из проблем израильско-палестинского конфликта. См. статьи Политический статус Иерусалима и Восточный Иерусалим.
 В перечень Объектов всемирного наследия ЮНЕСКО Старый город внесён без указания Израиля или палестинского государства, как государственного представителя, в отдельный раздел «Иерусалим», с пометкой об Иордании как стране, инициировавшей внесение объекта в перечень[1].